# Иванов, Юрий Иванович (политик)
Юрий Иванович Иванов (род. 30 января 1944) — председатель Винницкой облгосадминистрации (1999—2002), председатель Винницкого областного совета (2002—2006).

## Биография
Родился 30 января 1944 года в городе Свободный (тогда Хабаровского края, сейчас это Амурская область, Россия).
В 1972 году окончил Одесский инженерно-строительный институт, по специальности инженер-строитель.
Депутат Винницкого областного совета 3-го, 4-го и 5-го созывов.
С ноября 1999 по 2002 — председатель Винницкой областной государственной администрации.
С апреля 2002 по апрель 2006 — председатель Винницкого областного совета, заместитель представителя Украины в Институциональном комитете Конгресса Совета Европы.
Президент Ассоциации предприятий «Винницатеплоэнерго»

## Награды
- Медаль «За доблестный труд. В ознаменование 100-летия со дня рождения В. И. Ленина» (1970).
- Орден «За заслуги» III (2000), II степеней (январь 2006)[3].
- Почетная грамота Кабинета Министров Украины (2003).
- Отличие Президента Украины — юбилейная медаль «25 лет независимости Украины».[4]